# ويليام فونغ (منافس ألعاب قوى)
ويليام فونغ (بالإنجليزية: William Fong) هو منافس ألعاب قوى ساموي، ولد في 14 نوفمبر 1960.

## وصلات خارجية
- ويليام فونغ على موقع الاتحاد الدولي لألعاب القوى (الإنجليزية)
- ويليام فونغ على موقع أوليمبيديا (الإنجليزية)
- ويليام فونغ على موقع اتحاد ألعاب الكومنولث (مؤرشف) (الإنجليزية)